# Harald Pawlowski
Harald Pawlowski (* 26. Februar 1930 in Hamburg; † 2. Juni 2022 in Oberursel) war ein deutscher Journalist und Verleger.

## Leben
Harald Pawlowski war gelernter Bauhandwerker und engagierte sich bei der Christlichen Arbeiterjugend (CAJ) und später als Bildungsreferent für den Bund der Deutschen Katholischen Jugend (BDKJ). 1961 wurde er für das Nachrichtenmagazin Der Spiegel in Hamburg tätig, 1964 für das Katholische Büro in Bonn und ab 1965 für die Katholische Nachrichten-Agentur (KNA) in Bonn, bevor er 1968 zur linksliberalen katholischen Wochenzeitung Publik nach Frankfurt am Main wechselte.  Nach der Einstellung des Blattes 1971 und motiviert durch die größeren Protestaktionen der «Leserinitiative Publik», baute Pawlowski ab 1972 ein von den Bischöfen unabhängiges Nachfolgemedium auf, die Zeitschrift Publik-Forum. Er war bis 1999 Chefredakteur und Herausgeber der Zeitschrift, zuletzt als Ehrenherausgeber.
Pawlowski war Mitglied des Katholikenrates im Bistum Fulda und gehörte 35 Jahre lang der CDU an, aus der er 1989 austrat.
Harald Pawlowski starb am 2. Juni 2022 im Alter von 92 Jahren in Oberursel am Taunus.

## Schriften (Auswahl)
als Autor
- Krieg gegen die Kinder? Für und wider die Abtreibung. Mit einer Dokumentation. Lahn-Verlag, Limburg 1971, ISBN 978-3-7840-0527-0.
- Die Zukunft liegt in jedem Augenblick: Mein Leben. Publik-Forum, Oberursel 2005, ISBN 3-88095-141-1.

als Herausgeber
- Mein Credo (Band 2). Publik-Forum, Oberursel 2000, ISBN 3-88095-102-0.
- Mein Credo (Band 3). Publik-Forum, Oberursel 2001, ISBN 3-88095-108-X.
- Heinrich Böll: Erinnerung für die Zukunft. Publik-Forum, 2002, ISBN 3-88095-124-1.
- Mein persönliches Vaterunser. Auf dem Weg zu einer Glaubenssprache von heute. Publik-Forum, Oberursel 2003, ISBN 3-88095-127-6.
- Ach Gott, Berlin: Impressionen, Aufbrüche, neue Wege. Publik-Forum, 2003, ISBN 3-88095-128-4.